# Гай Фульвий Флакк (консул)
Гай Фульвий Флакк (лат. Gaius Fulvius Flaccus; II век до н. э.) — римский политический деятель и военачальник из плебейского рода Фульвиев, консул 134 года до н. э. Сын Квинта Фульвия Флакка, консула-суффекта 180 года до н. э.
Учитывая дату консулата и требования закона Виллия, предусматривавшего определённые временные промежутки между высшими магистратурами, исследователи относят самое позднее к 137 году до н. э. претуру Гая Фульвия. В 134 году до н. э. Флакк стал консулом совместно с патрицием Публием Корнелием Сципионом Эмилианом. Флакк был направлен в Сицилию для борьбы с восставшими рабами, но о каких-либо его успехах источники не сообщают.. Восстание было подавлено только его преемниками.